# Circuit équivalent de KLM
Le circuit équivalent dit de KLM est utilisé dans la simulation de transducteurs piézoélectriques, qu'il s'agisse de transducteurs ultrasonores ou de filtres à ondes de volume par exemple.
Il doit son nom aux trois coauteurs de la publication originale remontant à 1970 : Krimholtz, Leedom and Matthae. Il s'appuie sur la théorie des lignes de transmission et sur l'analogie électro-mécanique. L'autre schéma largement utilisé est le circuit équivalent de Mason, les deux présentant nombre de ressemblances.

## Schéma d'une couche piézoélectrique
Le schéma présente trois ports : un port électrique, dont les deux terminaux correspondent aux deux électrodes placées sur les faces de la couche piézoélectrique, et deux ports mécaniques, qui, par le biais de l'analogie électro-mécanique, représentent la force et la vitesse sur chaque face.
Les termes utilisés pour construire le schéma sont les suivants :
- Géométrie :
  - {\displaystyle A} la surface de la couche (en m2)
  - {\displaystyle t} son épaisseur (m)
- Propriétés du matériau :
  - la rigidité du matériau dans l'axe 3 : {\displaystyle C_{33}^{D}} (en N m−2) ;
  - la permittivité relative à déformation constante : {\displaystyle \varepsilon _{33}^{S}} (adimensionnelle)
  - la constante piézoélectrique : {\displaystyle h_{33}} (V/m).
  - la masse volumique : {\displaystyle \rho } (kg m−3).
  - la célérité dans l'épaisseur : {\displaystyle v^{D}={\sqrt {\frac {C_{33}^{D}}{\rho }}}}
  - l'impédance mécanique : {\displaystyle Z_{0}=A{\sqrt {C_{33}^{D}\rho }}}
- l'impédance mécanique appliquée sur les deux faces : {\displaystyle Z_{G}}, {\displaystyle Z_{D}} (gauche et droite)
- la fréquence angulaire {\displaystyle \omega } (s−1)
- le nombre d'onde {\displaystyle \Gamma =\omega {\sqrt {\left({\frac {\rho }{c_{33}}}\right)}}}
- Termes du schéma :
  - Capacité électrique statique : {\displaystyle C_{0}={\frac {\varepsilon _{33}^{S}A}{t}}}
  - coefficient de transformation {\displaystyle \phi ={\frac {\omega Z_{0}}{2h_{33}}}csc\left({\frac {\Gamma t}{2}}\right)}
  - Les impédances ramenées : 
    - A gauche : {\displaystyle Z_{TG}=\left({\frac {Z_{G}cos({\frac {\Gamma t}{2}})+iZ_{0}sin({\frac {\Gamma t}{2}})}{Z_{0}cos({\frac {\Gamma t}{2}})+iZ_{G}sin({\frac {\Gamma t}{2}})}}\right)}
    - A droite : {\displaystyle Z_{TD}=\left({\frac {Z_{D}cos({\frac {\Gamma t}{2}})+iZ_{0}sin({\frac {\Gamma t}{2}})}{Z_{0}cos({\frac {\Gamma t}{2}})+iZ_{D}sin({\frac {\Gamma t}{2}})}}\right)}

  - Le terme de réactance {\displaystyle X_{1}=i{\frac {h_{33}^{2}}{\omega ^{2}Z_{0}}}sin{(\Gamma t)}}

## Oscillateur libre
Dans le cas où la couche piézoélectrique est « dans le vide », les deux ports mécaniques sont libres (pression nulle). On a donc {\displaystyle Z_{G}=Z_{D}=0}.
Il en ressort que {\displaystyle Z_{TG}=Z_{TD}=Z_{0}tan\left({\frac {\Gamma t}{2}}\right)}
L'impédance vue du port électrique vaut alors :
{\displaystyle Z_{free}={\frac {1}{iC_{0}\omega }}+X_{1}+{\frac {Z_{0}}{2\phi ^{2}}}tan\left({\frac {\Gamma t}{2}}\right)}
Soit en remplaçant les termes par leur expression respective :
{\displaystyle Z_{free}={\frac {t}{i\varepsilon _{33}^{S}A\omega }}+i{\frac {h_{33}^{2}}{\omega ^{2}Z_{0}}}sin{(\Gamma t)}+{\frac {2h_{33}^{2}}{\omega ^{2}Z_{0}csc^{2}\left({\frac {\Gamma t}{2}}\right)}}tan\left({\frac {\Gamma t}{2}}\right)}
On peut alors factoriser l'expression de la capacité et remplacer {\displaystyle Z_{0}} par son expression :
{\displaystyle Z_{free}=\left({\frac {t}{i\omega A\varepsilon _{33}^{S}}}\right){\Biggl (}1+{\frac {A\varepsilon _{33}^{S}h_{33}^{2}}{\omega A{\sqrt {C_{33}^{D}\rho }}}}sin{(\Gamma t)}+{\frac {2i\varepsilon _{33}^{S}h_{33}^{2}}{\omega {\sqrt {C_{33}^{D}\rho }}}}{\frac {sin^{3}\left({\frac {\Gamma t}{2}}\right)}{cos\left({\frac {\Gamma t}{2}}\right)}}{\Biggr )}}
On pose le coefficient de couplage électromécanique du mode épaisseur {\displaystyle k_{t}}, qu'il ne faut pas confondre avec le {\displaystyle k_{33}} :
{\displaystyle k_{t}^{2}={\frac {\varepsilon _{33}^{S}h_{33}^{2}}{c_{33}^{S}}}}
Par remplacement :
{\displaystyle Z_{free}=\left({\frac {t}{i\omega A\varepsilon _{33}^{S}}}\right){\Biggl (}1+k_{t}^{2}{\frac {\sqrt {C_{33}^{D}}}{\omega {\sqrt {\rho }}}}sin{(\Gamma t)}+k_{t}^{2}{\frac {2i{\sqrt {C_{33}^{D}}}}{\omega {\sqrt {\rho }}}}{\frac {sin^{3}\left({\frac {\Gamma t}{2}}\right)}{cos\left({\frac {\Gamma t}{2}}\right)}}{\Biggr )}}
On identifie {\displaystyle \Gamma } et on factorise {\displaystyle k_{t}^{2}} :
Par remplacement :
{\displaystyle Z_{free}=\left({\frac {t}{i\omega A\varepsilon _{33}^{S}}}\right){\Biggl (}1+k_{t}^{2}{\Bigl (}{\frac {sin{(\Gamma )}}{\Gamma }}+{\frac {2i}{\Gamma }}{\frac {sin^{3}\left({\frac {\Gamma t}{2}}\right)}{cos\left({\frac {\Gamma t}{2}}\right)}}{\Bigr )}{\Biggr )}}
D'où finalement :
{\displaystyle Z_{free}=\left({\frac {t}{i\omega A\varepsilon _{33}^{S}}}\right){\Biggl (}1-k_{t}^{2}{\frac {tan{\frac {\Gamma t}{2}}}{\frac {\Gamma t}{2}}}{\Biggr )}=\left({\frac {t}{i\omega A\varepsilon _{33}^{S}}}\right){\Biggl (}1-k_{t}^{2}{\frac {tan{\bigl (}{\frac {t\omega }{2}}{\sqrt {\frac {\rho }{C_{33}^{D}}}}{\bigr )}}{{\bigl (}{\frac {t\omega }{2}}{\sqrt {\frac {\rho }{C_{33}^{D}}}}{\bigr )}}}{\Biggr )}}.
Cette expression, qui est la même qu'en utilisant le circuit équivalent de Mason est notamment utile pour déterminer les propriétés piézoélectriques du matériau par problème inverse, l'impédance électrique étant facile à mesurer expérimentalement.
La résonance se manifeste pour :
{\displaystyle {\frac {\Gamma t}{2}}={\frac {\pi }{2}}}
{\displaystyle \omega _{\lambda /2}={\frac {\pi }{t}}{\sqrt {\frac {c_{33}}{\rho }}}}

## Prise en compte des pertes
Dans l'expression ci-dessus, l'impédance est purement imaginaire (il n'y a donc aucune dissipation d'énergie) et diverge à la résonance. Cette situation n'est évidemment pas physique, et se résout en prenant en compte les pertes. Les pertes mécaniques se manifestent en ajoutant une petite partie imaginaire au {\displaystyle c_{33}^{D}}. De même, on ajoute une partie imaginaire au {\displaystyle \varepsilon _{33}^{S}} pour représenter les pertes diélectriques, et au  {\displaystyle h_{33}} pour les pertes intrinsèques à l'effet piézoélectrique.
On représente ici l'impédance électrique réduite d'une plaque piézoélectrique libre, résonant dans son mode épaisseur, conformément à l'équation ci-dessus. En bleu, le modèle ne comprend pas de pertes, en vert, on a ajouté un taux de pertes de 1 %. La fréquence est réduite, c'est-à-dire que la fréquence correspondance à la résonance {\displaystyle {\lambda /2}} est ramenée à 1. De même, la valeur de l'impédance est normalisée.